# Lepturobosca
Lepturobosca — род жуков из подсемейства усачики семейства жуков-усачей.

## Систематика
- Род: Lepturobosca LeConte, 1850
  - Вид: Усачик зелёный (Lepturobosca virens) (Linnaeus, 1758)
  - Вид: Lepturobosca chrysocoma (Kirby, 1837)